# Encierro del Pilón

El Encierro del Pilón, oficialmente denominado como "El encierro del pilón de Falces", es un festejo popular taurino celebrado en la localidad navarra de Falces durante las fiestas patronales en honor a la Virgen de Nieva. Fue declarada Fiesta de Interés Turístico regional en 2011.

## Origen
El origen de este festejo data, según los documentos más antiguos del archivo municipal, de 1752. En ellos se especifica que "desde tiempos inmemoriales se ha proporcionado a los vecinos el espectáculo de correr reses bravas".
Además, la esencia del festejo se encuentra muy ligada a la orografía del término municipal, que se encuentra a resguardo de un acantilado. Esto hacía que el ganado se condujera por el monte para evitar atravesar el río. En un principio, para esperar a que lo animales bajaran por el cerro, los falcesinos acudían con pan, chorizo, bacalao y vino. 
Más adelante, los jóvenes empezaron a competir corriendo delante de los animales para ver quien era el más rápido, evolucionando el traslado de reses en el festejo que se conoce en la actualidad.

## Descripción del evento
Se trata de una carrera taurina con vaquillas, que se celebra a las 9 horas durante las fiestas patronales en honor a la Virgen de Nieva (9 días desde el antepenúltimo domingo de agosto), a través de un recorrido de 800 metros de longitud que va desde la cabrería hasta el corral del Pilón; De ahí el nombre de esta fiesta. 
El trayecto discurre por un estrecho y escarpado recorrido por el monte y cuesta abajo, con el muro de la montaña a un lado y el barranco al otro, por lo que el encierro entraña una doble peligrosidad, tanto por el propio ganado bravo, como por el terreno en sí mismo.

## Reconocimientos
- El 23 de marzo de 2011, el Consejero de Cultura y Turismo-Institución Príncipe de Viana emitió una orden por la que se declaró Fiesta de Interés Turístico de Navarra el Encierro del Pilón de Falces.[11][12]